# 戴家场镇
戴家场镇，是中华人民共和国湖北省荆州市洪湖市下辖的一个乡镇级行政单位。

## 行政区划
戴家场镇下辖以下地区：
街道社区、榨台村、关庙村、河坝村、南林村、沈庙村、绍南村、水塔村、寄木村、树桩村、沙洋村、回龙村、竹林村、百桥村、螺滩村、官港村、卢墩村、柴林村、秦口村、花园村、戴家场村、戴豆沟村和潭湖渔场村。